# Géza Ottlik
Dans le nom hongrois Ottlik Géza, le nom de famille précède le prénom, mais cet article utilise l’ordre habituel en français Géza Ottlik, où le prénom précède le nom.
Géza Ottlik (9 mai 1912 - 9 octobre 1990) est un écrivain, traducteur, mathématicien et théoricien du bridge hongrois. Il était connu en Hongrie comme « l'autorité ultime concernant la prose hongroise. »

## Biographie
Ottlik est né à Budapest. Il fit ses études à l'école militaire à Kőszeg et Budapest et il étudia les mathématiques et la physique à l'Université de Budapest de 1931 à 1935. Après une brève carrière à la radio hongroise, il fut secrétaire du PEN club hongrois (en) de 1945 à 1957. Comme il lui était impossible de publier ses œuvres pour des raisons politiques, il gagnait sa vie en traduisant. Il traduisit principalement de l'anglais (Charles Dickens, George Bernard Shaw, John Osborne, Evelyn Waugh) et de l'allemand (Thomas Mann, G. Keller, Stefan Zweig).
Il était un joueur de bridge passionné et un théoricien expert de ce jeu. Dans un article sur le bridge, trois mois après la mort d'Ottlik, Alan Truscott (en) le plaça parmi les « candidats les mieux placés » pour le prix de « l'écrivain sur le bridge avec la plus grande créativité en termes de théorie. » Son livre de 1979 Adventures in Card Play, écrit avec Hugh Kelsey, introduisit et développa de nombreux concepts. Selon Truscott ce livre « ouvrit de nouvelles frontières » aussi bien en défense qu'en joueur appelant,.
D'octobre 1944 à février 1945, Ottlik et sa femme Gyöngyi cachèrent l'écrivain juif István Vas dans leur appartement et partagèrent leurs rations alimentaires avec lui. Géza intervint personnellement pour la libération de la mère de Vas ; s'il ne l'avait pas fait, elle aurait été envoyée dans une marche de la mort vers l'Allemagne. Le couple fut déclaré le 4 juin 1998 par le Yad Vashem Justes parmi les Nations.

## Récompenses
- Ottlik reçu une bourse du gouvernement britannique pour ses traduction, 1960
- Prix József Attila (1981)
- Prix Kossuth de littérature (1985) [1]
- Juste parmi les Nations (1998)

## Publications
- Hamisjátékosok (1941)
- Hajnali háztetők  (1957)
- Iskola a határon (1959)
- Minden megvan(1969)
- Adventures in Card Play, Ottlik et Hugh Kelsey (Victor Gollancz Ltd, 1979), 285 pp., (OCLC 16423055))
- Próza (1980)
- A Valencia-rejtély (1989)
- Hajónapló (1989)
- Buda (1993)